# Кизилту (Шетський район)
Кизилту́ (каз. Қызылту) — село у складі Шетського району Карагандинської області Казахстану. Входить до складу Тагилинського сільського округу.
Населення — 71 особа (2021; 132 у 2009, 240 у 1999, 289 у 1989).
Національний склад станом на 1989 рік:
- казахи — 100 %.

У радянські часи село називалось також Гульденсін.